# Agonopsis chiloensis
Agonopsis chiloensis és una espècie de peix pertanyent a la família dels agònids.

## Descripció
- Fa 12,5 cm de llargària màxima.
- És marró fosc al dors i més pàl·lid al ventre.[6][7]

## Depredadors
A Xile és depredat per Pinguipes chilensis, a l'Argentina per Schroederichthys bivius i a les illes Malvines per Cottoperca gobio i el corb marí imperial (Phalacrocorax atriceps).

## Hàbitat
És un peix marí, demersal i de clima subtropical (10°S-56°S, 83°W-53°W) que viu entre 3 i 400 m de fondària.

## Distribució geogràfica
Es troba al Pacífic sud-oriental (Xile) i l'Atlàntic sud-occidental (la Patagònia, l'Argentina).

## Observacions
És inofensiu per als humans.